# Billy Dee Williams
William December "Billy Dee" Williams (Nova York, 6 d'abril de 1937) és un actor, artista, cantant i escriptor estatunidenc. Va estar nominat al Primetime Emmy al millor actor per Brian's Song el 1972.

## Biografia
Va estudiar art dramàtic abans de començar la seva carrera a The Last Angry Man (1959), interpretant a un malvat del carrer, i va començar a actuar en diversos films durant els anys 1970, com The Out-of-Towners (1970), Hit! (1973), The Take (1974). També va treballar en diversos papers per a la televisió de l'època.
Va fer una interpretació a The Bingo Long Traveling Allstars & Motor Kings (1976) i va aparèixer en L'Imperi contraataca (1980), de la saga de Star Wars, interpretant el personatge de Lando Calrissian, paper que va repetir per la continuació de la saga El retorn del Jedi (1983). El 1981 va aparèixer al costat de Sylvester Stallone a Nighthawks.
A partir de llavors ha realitzat papers menors, com en el de la pel·lícula Batman de Tim Burton (1989), on interpretava el fiscal de Gotham City Harvey Dent.
Més recentment Billy Dee Williams ha aparegut en sèries com Lost, en el capítol 14 ("Exposé") de la tercera temporada. També ha actuat a Private Practice, Scrubs, White Collar i Modern Family.
Pel que fa a pel·lícules, l'any 2009 va protagonitzar un petit paper a la pel·lícula Fanboys amb la seva companya a Star Wars Carrie Fisher.